# 大分県専修学校一覧
大分県専修学校一覧（おおいたけんせんしゅうがっこういちらん）は、大分県の専修学校の一覧。

## 公立専修学校

### 豊後大野市
- 大分県立農業大学校

## 私立専修学校

### 大分市
- 朝来野学園女子専門学校（休校中）
- 大分市医師会看護専門学校
- 大分市医師会立大分准看護専門学院
- 専門学校田北文化服装学院
- 田北料理学院（休校中）
- 田北調理師専門学校
- 田北ビジネス専門学校

- 生野家政専門学校
- 大分臨床検査技師専門学校
- 大分歯科専門学校
- 大分臨床工学技士専門学校
- 大分視能訓練士専門学校
- 大分リハビリテーション専門学校
- 大分介護福祉士専門学校

- 大分医学技術専門学校
- 専修学校府内学園
- 明日香美容文化専門学校
- 大分経理専門学校
- KCS大分情報専門学校
- 総合技術工学院

- 国際調理師専門学校
- 大分医療事務専門学校
- 専修学校明星国際ビューティカレッジ
- 日本文理大学医療専門学校
- 北九州予備校大分校
- アンビシャス国際美容学校

### 別府市
- 別府市医師会別府青山看護専門学校
- 大分県歯科技術専門学校
- 別府医療センター附属大分中央看護学校※閉校
- 大分ドッググルーミング専門学校

### 中津市
- ハリマドレスメーカー専門学校
- オーキドレスメーカー専門学校（休校中）
- 中津育英学館
- 中津ファビオラ看護学校

### 日田市
- 日田香蘭高等専修学校
- 日田市医師会立日田准看護学院

### 佐伯市
- オペレーションズマネジメントシステムスクール

### 宇佐市
- 九州総合スポーツカレッジ

### 豊後大野市
- 藤華医療技術専門学校